# Águilas de la UPAEP
Águilas de la UPAEP ist die Bezeichnung einer der Universidad Popular Autónoma del Estado de Puebla (kurz U.P.A.E.P.) angeschlossenen Fußballmannschaft aus Puebla, der Hauptstadt des gleichnamigen mexikanischen Bundesstaates.

## Geschichte
Die Águilas de la U.P.A.E.P. erhielten zur Saison 1978/79 einen Startplatz in der seinerzeit noch drittklassigen Tercera División. Als diese Liga ihren Status bei Einführung der neuen drittklassigen Segunda División 'B' zur Saison 1982/83 verlor, gehörten die Águilas zu den Gründungsmitgliedern der neu kreierten Liga. Dort spielten sie über vier Spielzeiten hinweg bis zu ihrem Abstieg am Ende der Saison 1985/86. Später waren sie noch für eine Spielzeit (1994/95) in der Segunda División vertreten, als diese durch die gleichzeitige Einführung der neuen zweitklassigen Primera División 'A' in den Rang einer drittklassigen Liga abgerutscht war.